# 佐々木正子
佐々木 正子（ささき まさこ、1950年12月5日 - ）は、日本画家、美術研究家。嵯峨美術大学学長。

## 経歴
1950年、神奈川県に生まれる。東京藝術大学美術学部絵画科卒業。1997年、国華賞受賞、1999年、日本学士院賞受賞、2000年、フンボルト賞受賞。2005年、京都嵯峨芸術大学（現嵯峨美術大学）教授。夫は、美術史家の佐々木丞平。

## 著書

### 共著
- 『円山應舉研究』（中央公論美術出版、1996年）
- 『文人画の鑑賞基礎知識』（至文堂、1998年）
- 『古画総覧・円山四条派系１』（国書刊行会、1999年）
- 『古画総覧・円山四条派系２』（国書刊行会、2000年）
- 『古画総覧・円山四条派系３』（国書刊行会、2002年）
- 『古画総覧・円山四条派系４』（国書刊行会　2003年）
- 『大乗寺 - 円山応挙とその一門』（国書刊行会、2003年）
- 『古画総覧・円山四条派系５』（国書刊行会、2004年）
- 『古画総覧・円山四条派系６』（国書刊行会、2005年）
- 『古画総覧・文人画系１』（国書刊行会、2006年）
- 『蕪村 - 放浪する「文人」』（新潮社、2009年）
- 『京都御所』（朝日新聞出版、2010年）